# Starszy sierżant Służby Więziennej
Starszy sierżant Służby Więziennej (st. sierż. SW) – stopień w Służbie Więziennej, odpowiednik stopnia starszego sierżanta w Siłach Zbrojnych RP.
Wzory dystynkcji starszego sierżanta SW zostały określone w rozporządzeniu ministra sprawiedliwości z dnia 7 lutego 2011 w sprawie umundurowania funkcjonariuszy Służby Więziennej.